# Philippe Cara Costea
Philippe Cara Costea  (Méréville (antigua Seine et Oise), 16 de septiembre de 1925 -  clínica de Saclas, 31 de diciembre de 2006) fue un pintor y escultor de origen francés. Rumano por parte de padre, francés por su madre, se consideraba beauceron (Méréville) de nacimiento y está enterrado en Méréville.
Es el padre del autor de cómics Carabal (autor de «Les gosses» de la Ed. Dupuis) y el hermano del actor Bernard Cara (1931-1985).

## Formación
Realizó sus estudios de secundaria en el Collège Stanislas, para entrar después en la Escuela de Bellas Artes de París, la «Académie de la Grande Chaumière» (en el taller de Emile Othon Friesz).
Viajó con 23 años (1947) a Tahití siguiendo los pasos de Gauguin, en compañía del amigo con el que frecuentaría el «Collège Stanislas» de París, el pintor Philippe Lejeune, quien sería el fundador de la «Ecole d'Étampes».
Obtuvo una beca nacional en 1955.
Además de las numerosas exposiciones en Francia, estuvo muy presente en el extranjero: Lausana, Túnez, New York Coliseum, San Francisco, Colonia, Bruselas... Fue asociado de todos los grandes salones nacionales: «Automne», «Artistes Français», «National des Beaux-Arts», Angers, «Dessin et Peinture à l'eau», la «Jeune Peinture», «Comparaisons», etc.

## Premios y condecoraciones
Premio del «Club du Tableau», medalla de oro del Salón de los artistas franceses, premio de la Academia de Bellas Artes, Gran premio Beaudry (Fondation Taylor)... son algunas de las condecoraciones que ha ganado este artista.

## Obras
Numerosos museos en Francia y en el extranjero conservan sus obras, especialmente el Museo de Arte Moderno de París, el museo del The Art Institute of Chicago y la Biblioteca Nacional de Francia.
Pintor y escultor extremadamente prolífico, se guardan principalmente sus Verdures, que aparecen en la foto; sus Marines ; sus Groupes, donde suele aparecer él mismo representado; sus Orchestres, inspiradas por un amigo violinista de una gran orquesta francesa; sus Cathédrales, donde destaca la Catedral de Orleans; sus Nus féminins, que contienen pinturas pero también serigrafías y pasteles, como la ilustración de una obra poética de Emile Verhaeren.
Por otro lado realizó esculturas de numerosos desnudos femeninos, en madera y moldeado, en particular la de una mujer recostada sola. Y también un busto en bronce de un niño con una expresión angelical sobrecogedora.
Finalmente, realizó cuatro obras monumentales para la ciudad de Méréville:
Para el instituto Hubert Robert, creó un bajo relieve (1976) de un grupo de niños jugando, grabado en huecograbado sobre el muro del recinto (enfrente del cementerio donde está enterrado).
Para la Iglesia de San Pedro ad Vincula de Méréville, esculpió en huecograbado la gran cruz de seis metros (1970) dentro de un tronco de iroko de más de una tonelada.
Las vitrinas (14) semicirculares representan la vida de Cristo (inspiradas en los Misterios del Rosario ). Las dos primeras fueron realizadas a la edad de 17 años bajo la Ocupación y sin la ayuda de un taller. El resto de la obra (1998) surgió después de la instalación de la Gran Cruz, prioritaria después del incendio de 1959, origen de la restauración del edificio románico consagrado a San Pedro ad Vincula.
El Viacrucis (14 estaciones) recuperado sobre metal pesado, con la base de la gran cruz en «relieve hundido» (inspirada esta vez en la Pasión del Viernes Santo), estaba lista para ser recortada después de su fallecimiento. Iniciada en 1998, el artista, después de las jornadas del Patrimonio de 2006, había comunicado su deseo de verlo terminado «se haga lo que se haga». Sus amigos respondieron, y aunque el autor no tuvo tiempo de verlo colocado, se encuentra hoy día en su lugar.
Las obras para Méréville revisten una importancia particular, primero por las dimensiones, y después por la ilustración de la teoría del artista: obra en hundido-relieve que genera la imagen en lugar de reproducirla, en un momento dado, como la fotografía para el tiempo... el tiempo de un chasquido. Él aspiraba a ser artista del siglo XXI.
Una página web caracostea.com fue realizada estando él vivo, por uno de sus amigos, donde se pueden ver todas las obras para las cuales el pintor había autorizado su publicación. Este sitio está todavía en línea y será en lo sucesivo administrado por la Oficina de turismo local (aquí debajo).

## Publicaciones
- Peintures et sculptures  "Livre Rouge" 1983, libro unido con cobertura de funda roja con baño de oro al hierro, formato cuadrado 21 x 21 cm 160 pp. ed. Arts Graphiques d'Aquitaine 33500
- La mémoire de Demain  "Livre Vert" 1995, libro unido mediante funda verde con baño de oro al hierro. Formato horizontal 30 x 22 cm 120 páginas. ed. P. Bertrand 56700
- Catalogue Rouge 1991, folleto con cubierta de película roja, formato vertical 21 x 29,7 cm 10 páginas, ed. Peinture et Promotion Paris.
- Catalogue Bleu 1998, las vitrinas de San Pedro ad Vincula de Méréville, folleto con cobertura de película azul, formato cuadrado 21 x 21 cm 6 páginas. ed. por el artista.